# 고미즈노오 천황
고미즈노오 천황(後水尾天皇, 1596년 6월 29일 ~ 1680년 9월 11일)은 일본의 제108대 천황(재위 1611년-1629년)이다. 에도 막부 쇼군 도쿠가와 히데타다의 딸을 황후로 맞이하였다. 호칭의 유래는 56대 천황 세이와 천황(清和天皇)의 별칭인 미즈노오노미카도(水尾帝)에서 따왔다.
1611년부터 1629년까지 재위하는 동안 도쿠가와 히데타다가 대리청정하였다.

## 약력
1596년 고요제이 천황의 삼남으로 태어났다. 1611년 (게이초 16년) 아버지에게 양위 받아 즉위하였다. 그의 재위 기간중 공가중제법도(1613년 제정), 금중병공가제법도(1615년 제정) 등이 제정되어 조정의 행동 전반이 쿄토에 설치된 쇼시다이(所司代)를 통해서 막부의 관리를 받게 되었다.
쇼군 도쿠가와 히데타다의 딸 가즈코와의 약혼기간 중 궁녀 요쓰쓰지 요쓰코를 총애하여 남매를 두었던 일이 발각되어, 한때 가즈코의 입궁 취소가 고려되기도 하였다. 그러나, 요쓰코 모자의 출궁 및 관련자 처벌 등으로 사과가 받아들여져 겐나 6년(1620년)에 도쿠가와 가즈코가 입궁, 마사코로 개명하고 후궁이 된다.
1627년 자의 사건, 아무런 품계도 없던 가스가노 쓰보네의 천황 배알 등으로 천황의 권위를 실추시킨 막부의 행동을 참지 못한 천황은 1629년 11월 8일, 둘째 딸 오키코 내친왕(후의 메이쇼 천황)에게 양위하고 상황이 되었다. 양위 이후에도 4명의 자식인 메이쇼 천황, 고코묘 천황, 고사이 천황, 레이겐 천황의 섭정을 맡아 실권을 휘둘렀지만, 도후쿠몬인이 천황의 뒤에서 이를 옹호했기 때문에 막부 역시 이를 묵인할 수밖에 없었다고 한다.

## 부인 및 자녀
- 황후(중궁) : 도후쿠몬인(東福門院) 도쿠가와 마사코(德川和子, 1607년 ~ 1678년) - (도쿠가와 히데타다의 딸)
  - 차녀 : 오키코 내친왕(興子內親王) - 훗날의 메이쇼 천황(1623-1696)
  - 3녀 : 온나니노미야(女二宮, 1625 ~ 1651) - 이름 미상.
  - 차남 : 타카히토 친왕(高仁親王)(1626 ~ 1628) - 일찍 요절함.
  - 3남 : 와카노미야(若宮, 1628) - 이름 미상. 일찍 요절함.
  - 4녀 : 온나산노미야(女三宮) 아키코 내친왕(顯子(昭子)內親王, 1629 ~ 1675)
  - 6녀 : 온나고노미야(女五宮) 나츠코 내친왕(賀子內親王, 1632 ~ 1696)
  - 7녀 : 키쿠노미야(菊宮, 1633 ~ 1634) - 일찍 요절함.
- 후궁 : 메이쿄인(明鏡院) 요츠츠지 요츠코(四辻 與津子, ? ~ 1638)
  - 장남 : 가모노미야(賀茂宮, 1618 ~ 1622) - 이름 미상.
  - 장녀 : 분치 여왕(文智女王, 1619 ~ 1697) - 첫째딸 노부코가 도쿠가와 쓰나요시 정실부인이 됨.
- 텐지(典侍) : 미부인(壬生院) 소노 미츠코(園 光子, 1602년 ~ 1656년)
  - 4남 : 스가노미야(素鵞宮) 츠구히토 친왕(紹仁親王) - 훗날의 고코묘 천황(1633-1654）
  - 6남 : 슈쵸 법친왕(守澄法親王, 1634 ~ 1680) - 출가하여 승려가 됨
  - 10녀 : 겐쇼 여왕(元昌女王, 1637 ~ 1662)
  - 11녀 : 소쵸 여왕(宗澄女王, 1639 ~ 1678)
  - 13녀 : 카츠라노미야(桂宮, 1641 ~ 1644) - 이름 미상. 일찍 요절함.
- 텐지(典侍) : 호슌몬인(逢春門院) 쿠시게 타카코(櫛笥隆子, 1604년 ~ 1685년)
  - 5녀 : 리쇼 여왕(理昌女王, 1631 ~ 1656)
  - 5남 : ? (1633) - 일찍 요절함.
  - 8남 : 히데노미야(秀宮) 나가히토 친왕(良仁親王) - 훗날의 고사이 천황（1637-1685）
  - 9남 : 쇼신 법친왕(性眞法親王, 1639 ~ 1696) - 출가하여 승려가 됨
  - 12녀 : 스루타카노미야(摩佐宮, 1640 ~ 1641) - 이름 미상. 일찍 요절함.
  - 14녀 : 리츄 여왕(理忠女王, 1641 ~ 1689)
  - 11남 : 하치죠노미야(八條宮) 야스히토 친왕(穩仁親王, 1643 ~ 1665) - 하치죠노미야 친왕가 3대당주
  - 13남 : 토칸 법친왕(道寬法親王, 1647 ~ 1676) - 출가하여 승려가 됨
- 텐지(典侍) : 신코우기몬인(新廣義門院) 소노 쿠니코(園 國子, 1624 ~ 1677)
  - 10남 : 테루노미야(照宮) 교죠법친왕(堯恕法親王, 1640-1695) - 출가하여 승려가 됨
  - 15녀 : 시나노미야(品宮) 츠네코 내친왕(常子內親王, 1642-1702)
  - 14남 : 신쿄 법친왕(眞敬法親王, 1649 ~ 1706) - 출가하여 승려가 됨
  - 16남 : 손쇼 법친왕(尊證法親王, 1651 ~ 1694) - 출가하여 승려가 됨
  - 19남 : 아테노미야(高貴宮) 사토히토 친왕(識仁親王) - 훗날의 레이겐 천황（1654-1732）
  - 18녀 : 에이쿄 여왕(永享女王, 1657 ~ 1686)
- 텐지(典侍) : 겐츄나곤노 츠보네(權中納言局) 요츠츠지 츠구코(四辻繼子, ? ~ 1657년)
  - 12남 : 손코 법친왕(尊光法親王, 1645 ~ 1680)
  - 18남 : 죠인 법친왕(盛胤法親王, 1651 ~ 1680)
  - 16녀 : 분사츠 여왕(文察女王, 1654 ~ 1683)
- 궁인(宮人) : 소치노 츠보네(帥局) 미즈나시 세시코(水無瀨氏子, 1607 ~ 1672)
  - 9녀 : 아타라시노미야(新宮, 1635 ~ 1637)
  - 8남 : 세이쇼 법친왕(性承法親王, 1637 ~ 1678) - 출가하여 승려가 됨

## 같이 보기
- 일본 천황
- 센토 어소